# Castagnole Piemonte
Castagnole Piemonte là một đô thị ở tỉnh Torino trong vùng Piedmont, có vị trí cách khoảng 20 km về phía tây nam của Torino, nước Ý. Tại thời điểm ngày 31 tháng 12 năm 2004, đô thị này có dân số 1.944 người và diện tích là 17,3 km².
Castagnole Piemonte giáp các đô thị: None, Piobesi Torinese, Scalenghe, Osasio, Virle Piemonte, Cercenasco, và Carignano.